# Hayabusa (1899)
Hayabusa (隼) – japoński torpedowiec z przełomu XIX i XX wieku, jedna z 16 zbudowanych jednostek typu Hayabusa. Okręt został zwodowany 19 grudnia 1899 roku we francuskiej stoczni Chantiers et Ateliers Augustin Normand w Hawrze, a do służby w Nippon Kaigun przyjęto go w kwietniu 1900 roku. Okręt brał udział w wojnie japońsko-rosyjskiej (1904–1905). Jednostka została skreślona z listy floty w 1919 roku i następnie złomowana.

## Projekt i budowa
Trudności związane z budową torpedowców w macierzystych stoczniach skłoniły Japończyków do zakupu we Francji projektu i okrętów tej klasy. 4 kwietnia 1897 roku zawarto umowę ze stocznią Chantiers et Ateliers Augustin Normand w Hawrze na opracowanie projektu jednostki wzorowanego na francuskim typie Cyclone. Stocznia miała wykonać cztery okręty, które następnie miały zostać rozmontowane i powtórnie złożone w Japonii.
„Hayabusa” zbudowany został w stoczni Chantiers et Ateliers Augustin Normand . Stępkę okrętu położono w 15 marca 1899 roku, a zwodowany został 19 grudnia 1899 roku . Nazwa jednostki nawiązywała do sokoła.

## Dane taktyczno–techniczne
Okręt był torpedowcem o długości między pionami 45 metrów, szerokości całkowitej 4,9 metra i maksymalnym zanurzeniu 1,5 metra. Wyporność normalna wynosiła 150 ton . Okręt napędzany był przez dwie pionowe trzycylindrowe maszyny parowe potrójnego rozprężania o łącznej mocy 4200 KM, do których parę dostarczały dwa kotły wodnorurkowe Normand . Maksymalna prędkość napędzanej dwiema śrubami jednostki wynosiła 29 węzłów . Okręt zabierał maksymalnie 26 ton węgla, co zapewniało zasięg wynoszący 2000 Mm przy prędkości 10 węzłów .
Uzbrojenie artyleryjskie jednostki składało się początkowo z trzech pojedynczych dział kalibru 47 mm Hotchkiss L/30 . Okręt wyposażony był w trzy pojedyncze obrotowe wyrzutnie torped kal. 350 mm.
Załoga okrętu składała się z 30 oficerów, podoficerów i marynarzy .

## Służba
„Hayabusa” został ukończony  i przyjęty do służby w Nippon Kaigun 19 kwietnia 1900 roku . Następnie okręt został rozmontowany i przewieziony w częściach do Japonii, gdzie został złożony w stoczni marynarki w Kure. W 1904 roku dokonano modernizacji uzbrojenia okrętu, instalując zamiast jednego działa kal. 47 mm działo kal. 57 mm L/40 .
W momencie wybuchu wojny japońsko-rosyjskiej w 1904 roku „Hayabusa” należał do 14. dywizjonu I Eskadry (wraz z siostrzanymi „Chidori”, „Manazuru” i „Kasasagi”). W nocy z 23 na 24 lutego 1904 roku „Hayabusa” wykonał atak torpedowy na rosyjski pancernik „Retwizan”, lecz został odpędzony ogniem artyleryjskim. W nocy z 2 na 3 maja torpedowiec wziął udział w osłonie branderów próbujących zablokować Port Artur. W nocy z 23 na 24 czerwca okręt wystrzelił dwie niecelne torpedy w kierunku rosyjskich okrętów. W nocy z 10 na 11 sierpnia „Hayabusa” zaatakował torpedą pancernik „Cesariewicz”, nie uzyskując trafienia. W nocy z 12 na 13 grudnia i z 15 na 16 grudnia 1904 roku torpedowiec atakował pancernik „Siewastopol”, uzyskując trafienie w drugim ataku.
W latach 1911–1912 na okręcie wymieniono wyrzutnie torped, montując trzy nowe kal. 450 mm. Jednostka została wycofana ze służby w 1919 roku, a następnie złomowana .